# Лихтенштейн, Мартин Генрих
Мартин Генрих Карл Лихтенштейн (нем. Martin Hinrich Carl Lichtenstein; 10 января 1780, Гамбург, — 2 сентября 1857, Киль) — немецкий врач, исследователь и зоолог, сын немецкого зоолога Антона Августа Генриха Лихтенштейна. Был первым директором Берлинского зоопарка.
Мартин Генрих Лихтенштейн изучал в Йене и Хельмштедте медицину, прежде чем отправился в путешествие между 1802 и 1806 годами в Южную Африку, где служил лейб-медиком губернатора Мыса Доброй Надежды. В 1811 году он был первым профессором на кафедре зоологии в Университете имени Фридриха Вильгельма в Берлине. В 1813 году он был директором музея естествознания в Берлине.
Лихтенштейн был инициатором и первым директором Зоологического сада Берлина, он убедил в 1841 году короля Пруссии Фридриха Вильгельма IV, чтобы тот купил земельный участок для зоопарка.
Кроме того, Лихтенштейн был музыкально одарённым человеком. Он являлся членом Академии вокального искусства в Берлине. Он написал обширный юбилейный сборник, посвящённый 50-й годовщине основания Академии вокального искусства в Берлине в 1841 году, вёл тесную переписку с композитором Карлом Мария фон Вебером. Кроме того, с 1811 года он был членом пользующегося хорошей репутацией Незаконного общества Берлина.
В честь него назван бубал Лихтенштейна (лат. Alcelaphus buselaphus lichtensteinii).

## Труды
- Hinrich Lichtenstein: Reisen im südlichen Afrika, 1810
- Hinrich Lichtenstein: Zur Geschichte der Sing-Akademie in Berlin. Nebst einer Nachricht über das Fest am funfzigsten Jahrestage Ihrer Stiftung und einem alphabetischen Verzeichniss aller Personen, die ihr als Mitglieder angehört haben. Verlag Trautwein, Berlin 1843.